# وادي عدس
وادي عدس (بالعبرية: נחל הדס) هو وادٍ دائم الجريان في منطقة سهل سارونة، من ورافد نهر العوجا وطوله حوالي ١٨ كم تقريبًا.

## مجرى الوادي
يبدأ من الأطراف الجنوبية لمدينة قلقيلية وتحديدا قرب خربة عزون أو تُبصُر ويمر جنوب مدينة كفر سابا، ثم يعبر قرية بيار عدس المهجرة من شمالها إلى جنوبها، ليلتقي بوادي قانا جنوب مستوطنة هود هشارون.
تقع معظم مساحة كفر سابا ضمن حوض تصريف وادي العدس ووادي قانا. منذ عام 1996، بدأت محطة معالجة لمياه الصرف الصحي بالعمل جنوب مستوطنة هود هشارون، تابعة لبلديتي كفار سابا وهود هشارون. يتم ضخ المياه المعالجة إلى وادي العدس من محطة التنقية، مما يحافظ على ظروف البيئة الرطبة ويجذب كائنات حية مثل: السلحفاة الرخوة وسلحفاة المستنقعات والعديد من الطيور المائية.